# Abbazia di Castañeda
L'abbazia di Castañeda (in lingua spagnola Monasterio de San Martín de Castañeda) è un'antica abbazia in origine benedettina poi cistercense, sita in Spagna, nel territorio dell'attuale comune di Galende, nei pressi del lago di Sanabria, nella comarca di Sanabria, provincia di Zamora, nella comunità autonoma di Castiglia e León.

## Storia

### Prima fondazione
Si suppone che la prima fondazione, la cui esistenza è incerta, risalga a prima della conquista islamica della penisola iberica (711 – 718). L'abbazia sarebbe stata fondata dai visigoti..

### Rifondazione dopo laReconquista

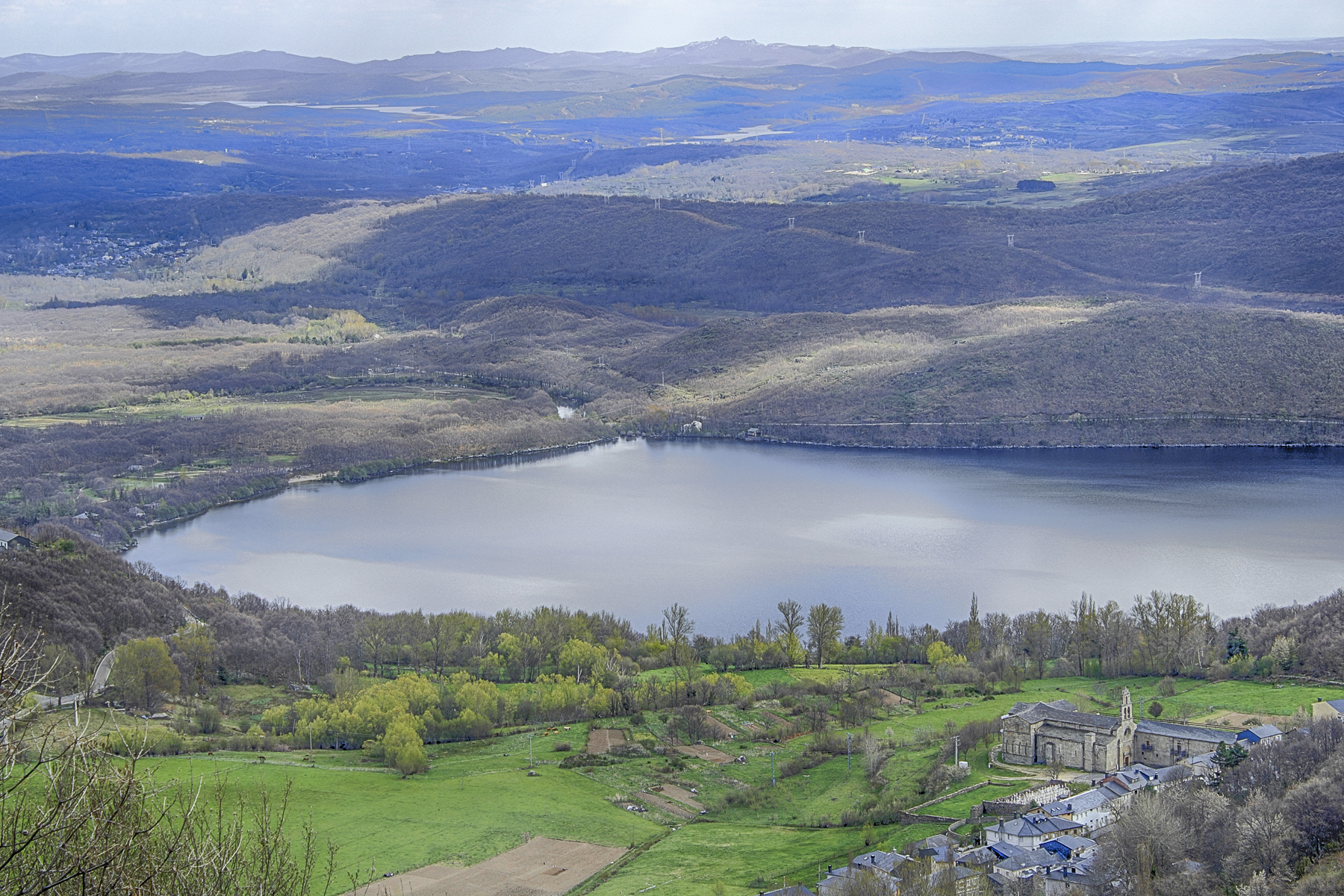
L'abbazia di San Martino di Castañeda, presso il lago di Sanabria.

Tra il 897 e il 916, dopo che gli Spagnoli avevano iniziato la Reconquista, molti futuri monaci si raccolsero sotto l'autorità dell'abate Martino; essi furono raggiunti da altri provenienti da San Cebrián de Mazote a Valladolid. La Meseta soffriva allora di un'aridità particolarmente grave e i monaci cercarono una regione più irrigata, scegliendo le immediate vicinanze del lago di Sanabria.
Nel 921 essi furono raggiunti da un terzo gruppo, più importante, diretto dall'abate Giovanni. Questo gruppo proveniva da Cordova e fuggiva ai musulmani. Il suo arrivo segnò una tappa importante nella costruzione dell'abbazia, di cui molti elementi datano dal X secolo. L'abbazia ricevette in quel periodo numerosi doni da parte del re Ramiro II di León. È probabile che all'inizio dell'XI secolo l'abbazia sia stata nuovamente abbandonata a causa delle incursioni di Almanzor. Ciò che è certo è che nel 1150 il re Alfonso VII di León chiese ad alcuni monaci benedettini di ricostruire l'abbazia. Una comunità monastica s'installò nell'abbazia sotto la direzione dell'abate Pietro Cristiano.

### La riforma cistercense
Nel 1245 la riforma cistercense ebbe grande successo, l'abbazia di Carracedo fu sollecitata a divenire abbazia-madre di quella di Castañeda. L'abate benedettino Viviano terminò il suo mandato e decise di mutare ordine. L'abbazia di Castañneda fu l'ultima della provincia a unirsi all'Ordine cistercense..
Nei secoli XIII e XIV l'abbazia di Castañeda visse un periodo di grande prosperità: la sua influenza si estendeva allora ad ovest fino a Braganza e a Miranda, in Portogallo, e ad est fino alla Tierra de Campos e Manganeses de la Lampreana.
In questo periodo fu abate dell'abbazia sant'Egidio di Casaio.
Iniziò quindi un lungo periodo di declino. Nel XV secolo essa si unì alla Congregazione riformata della Congregazione di Castiglia. Nel XVI secolo l'abbazia ritrovò un certo prestigio accogliendo monaci studiosi della congregazione.

### Dopo i monaci
La guerra d'indipendenza spagnola mise nei guai l'abbazia e la terza confisca dei beni ecclesiastici provocò la chiusura dell'abbazia e la cacciata dei monaci nel 1835. Gli edifici conventuali furono utilizzati come cave di pietra per la costruzione delle abitazioni del villaggio mentre la chiesa abbaziale divenne chiesa parrocchiale che esiste a tutt'oggi. Nel 1931 i resti dell'abbazia furono dichiarati "Monumento storico di Spagna". per iniziativa di Manuel Gómez-Moreno. 

## L'abbazia

### Chiesa abbaziale

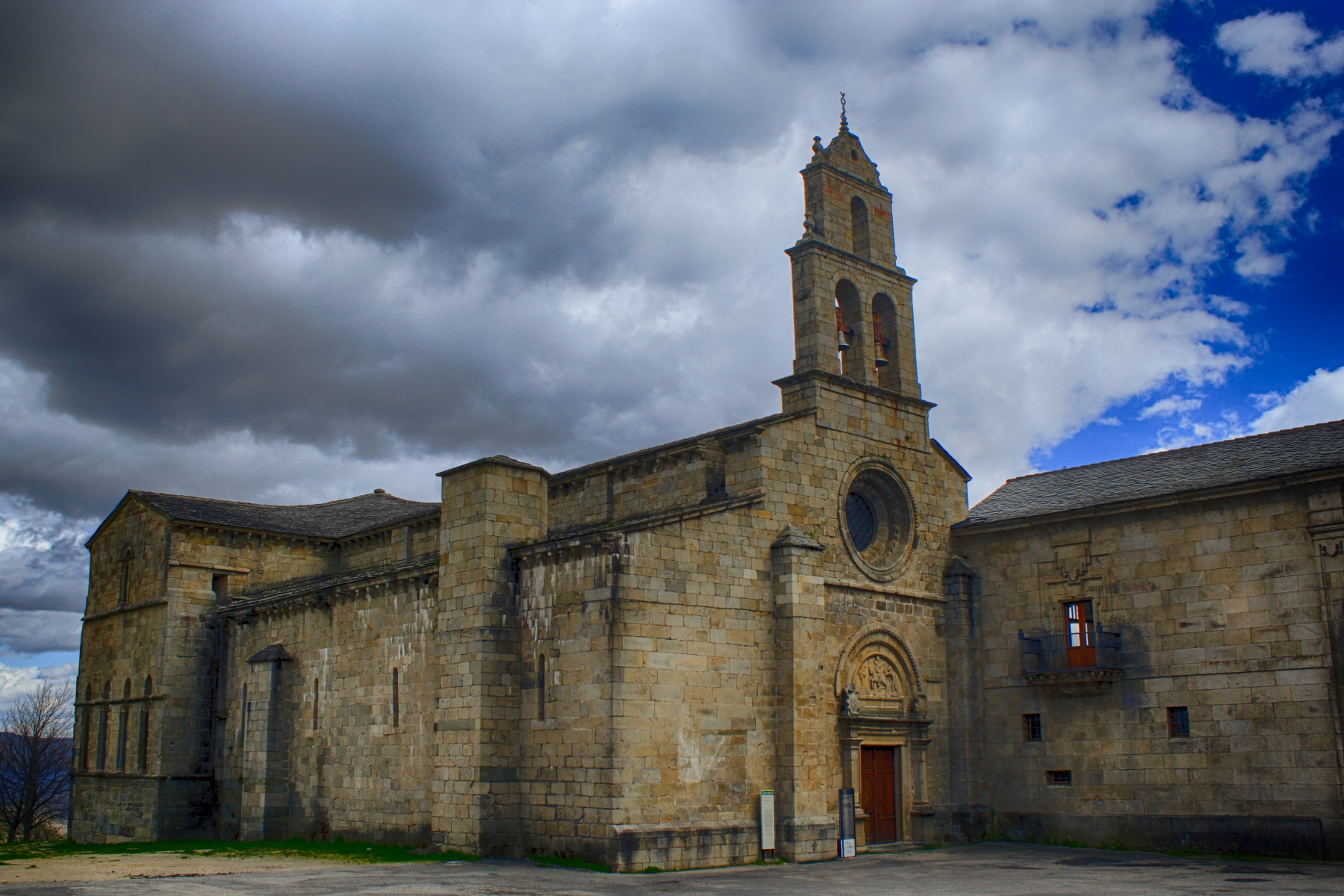
La chiesa abbaziale

La chiesa è costruita in granito. Molto ampia, è costituita da tre navate di quattro campate e forma una croce latina. Vi sono tre absidi, con quella centrale più importante delle due laterali. Questa architettura non è tipica delle chiese cistercensi e si spiega con l'origine benedettina del fabbricato. La parte più recente è il campanile occidentale, ricostruito nel 1571, ma nel quale fu inserita la prima pietra della ricostruzione del 921.
La sua pianta come la sua decorazione la fa sovente paragonare alla Cattedrale di Zamora. I capitelli delle colonne, meno sobri che quelli cistercensi, sono ornati con temi vegetali.

### Chiostro
Il chiostro si trovava sul lato sud dell'abbazia, ma non ne rimane traccia al giorno d'oggi.

### Galleria d'immagini

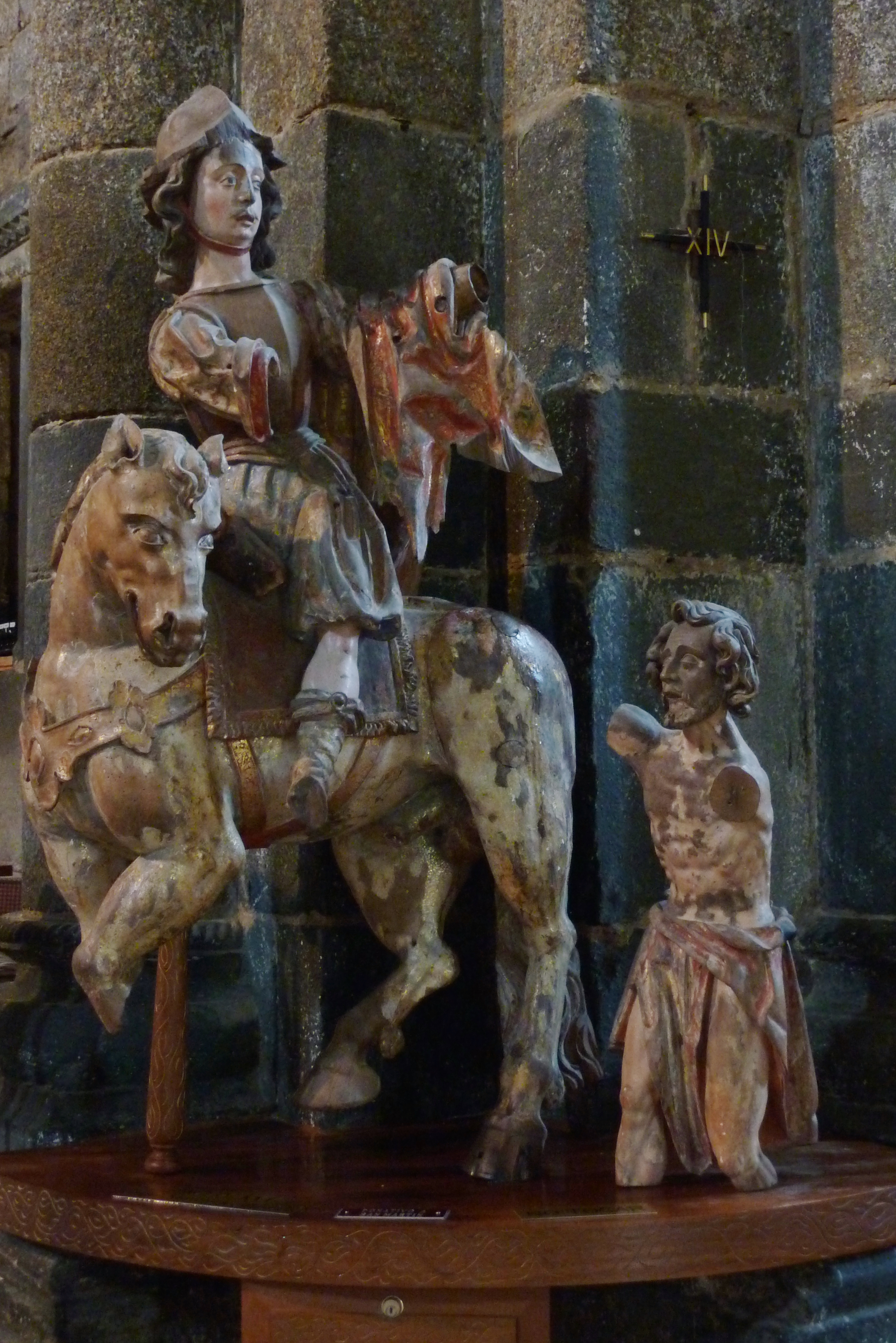
Scultura che mostra San Martino a cavallo con il mantello e il mendicante
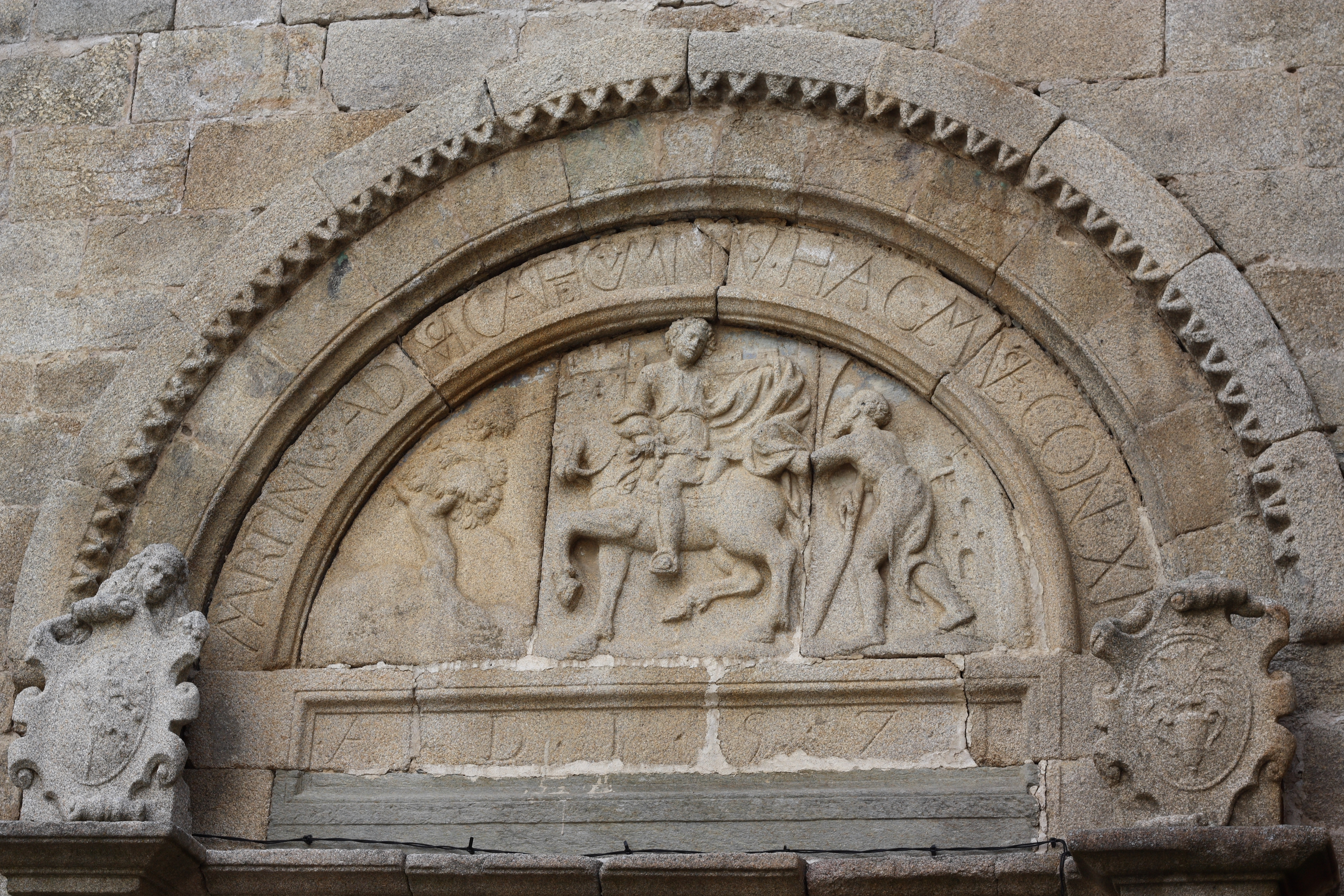
Timpano del portale ovest della chiesa abbaziale con san Martino a cavallo, mantello e mendicante
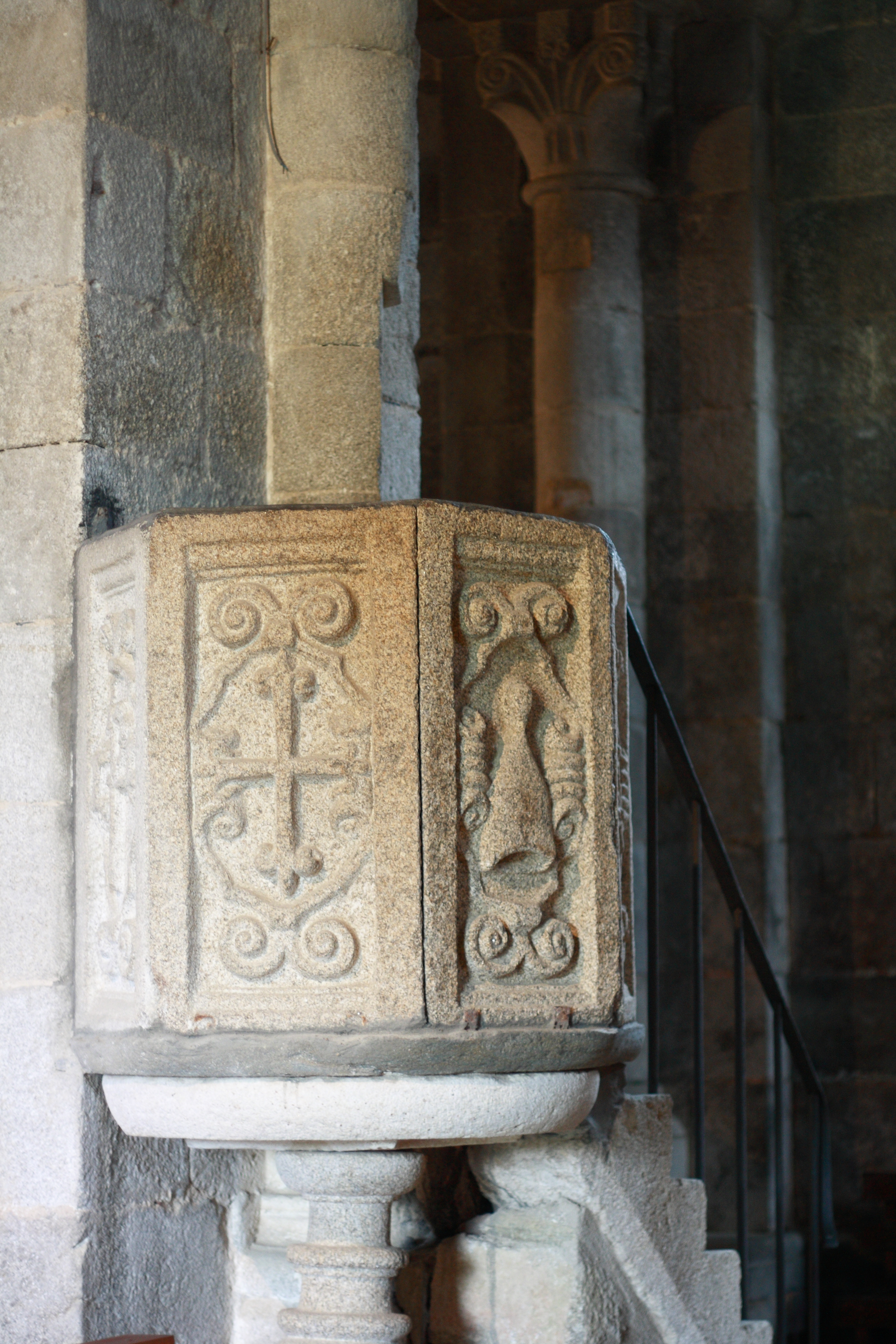
Pulpito della chiesa abbaziale
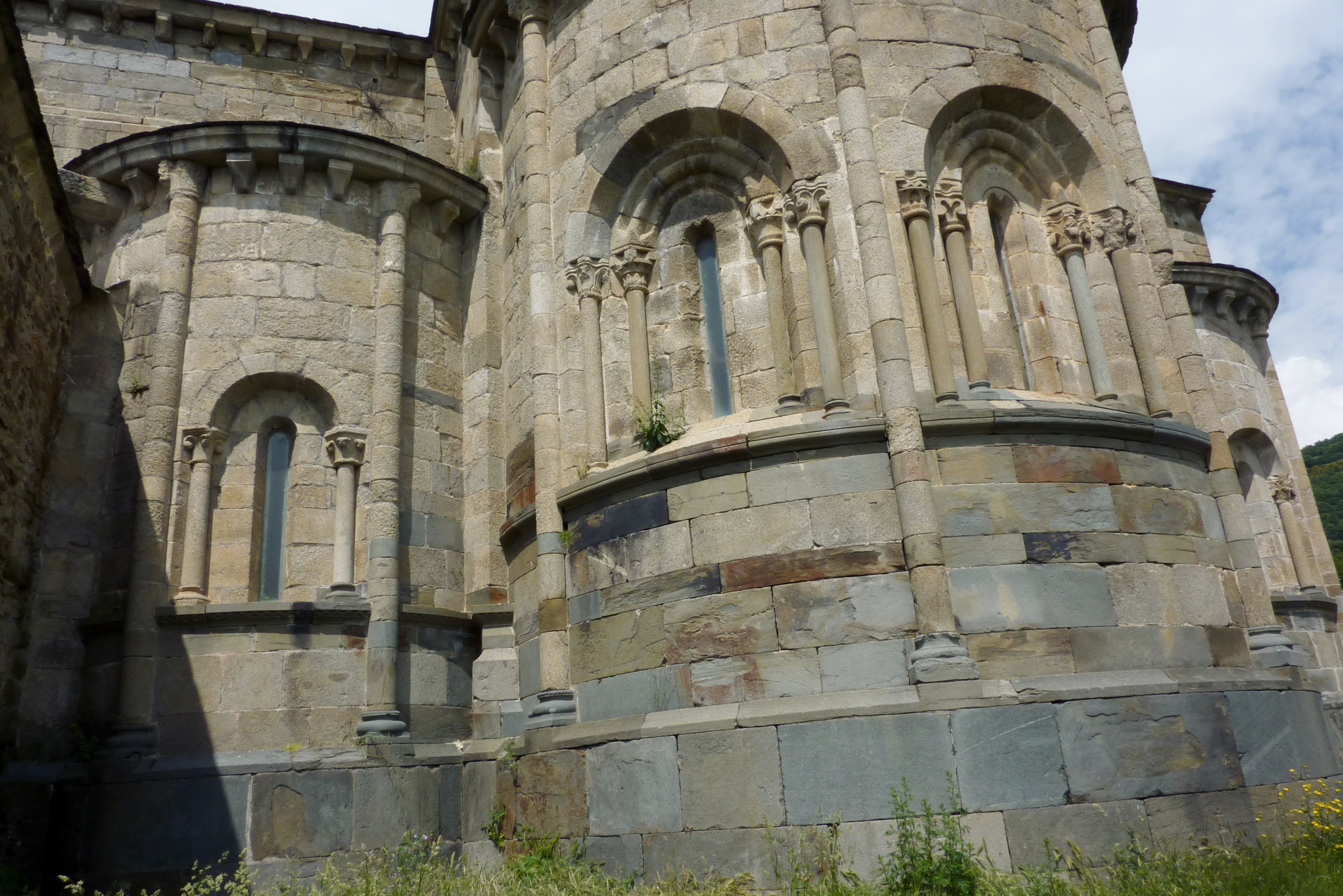
Le absidi della chiesa abbaziale